# Chimonanthus praecox
Chimonanthus praecox, auch Chinesische Winterblüte genannt, ist eine Pflanzenart aus der Gattung Chimonanthus innerhalb der Familie der Gewürzstrauchgewächse (Calycanthaceae).

## Beschreibung

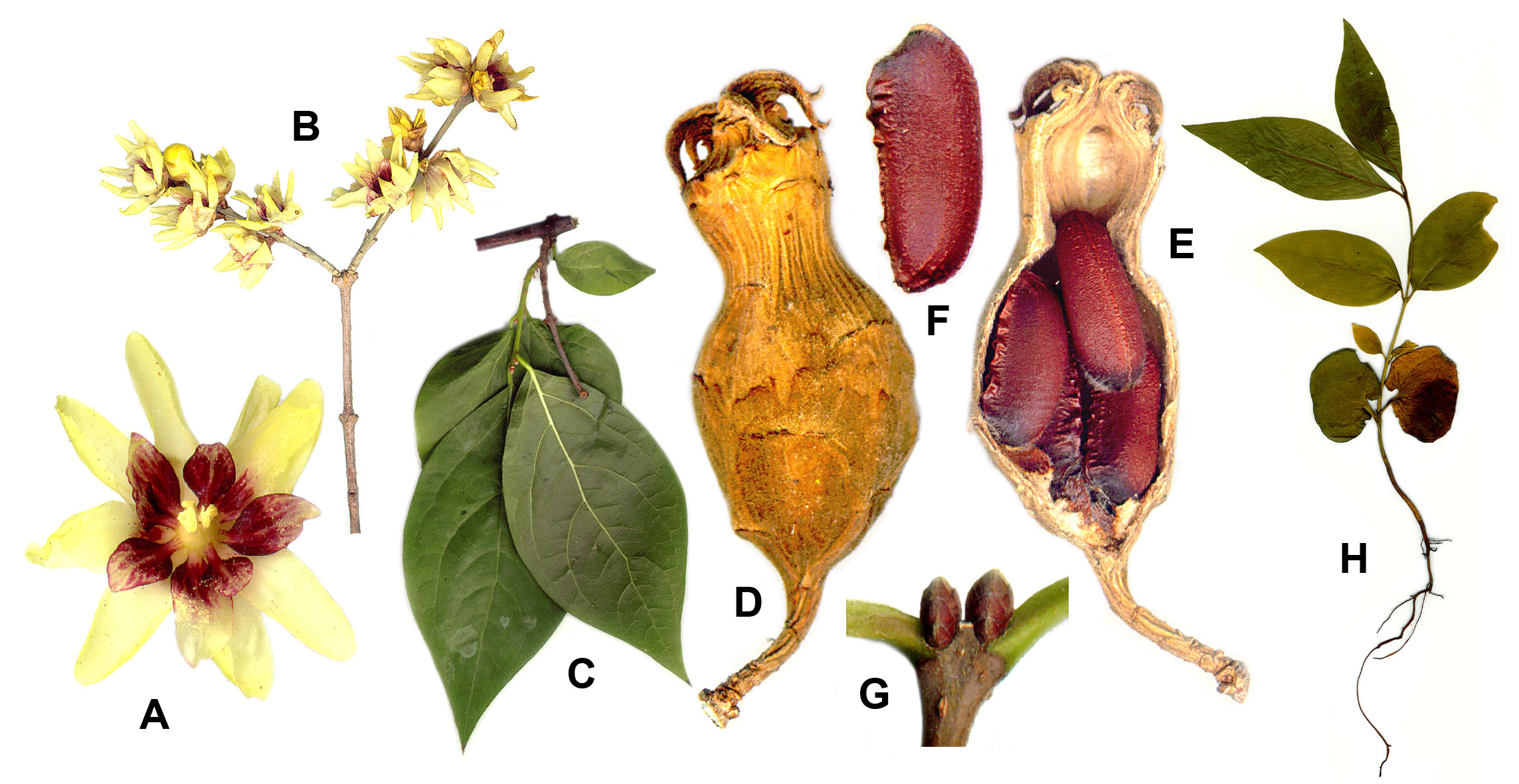
A und B: Blüten; C: Blätter; D: Sammelfrucht; E: Längsschnitt der Sammelfrucht; F: Einzelfrucht; G: Knospenansatz; H: Sämling

### Vegetative Merkmale
Bei Chimonanthus praecox handelt es sich um einen sommergrünen Strauch, der Wuchshöhen von bis zu 4 Metern erreicht. Seine Zweige sind jung vierkantig und werden später rundlich.
Chimonanthus praecox wirft im Winter seine Laubblätter ab. Die gegenständig angeordneten Laubblätter sind in Blattstiel und -spreite gegliedert. Der kurze Blattstiel ist 3 bis 18 Millimeter lang. Die einfache, dünne oder lederige und ganzrandige, spitze bis zugespitzte, oberseits raue, schuppige, unterseits fast kahle Blattspreite ist bei einer Länge von 5 bis 29 Zentimetern sowie einer Breite von 2 bis 12 Zentimetern eiförmig bis elliptisch.

### Generative Merkmale
Chimonanthus praecox ist protogyn, also vorweiblich. Die Blütezeit liegt zwischen Weihnachten und März. Die achselständigen, einzeln oder zu zweit erscheinenden, hängenden und zwittrigen Blüten mit einfacher Blütenhülle sind sitzend oder sehr kurz gestielt.
Die stark duftenden Blüten haben einen Durchmesser von 15 bis 40 Millimeter. Jede Blüte besitzt 15 bis 21 ungleiche, gelbe oder gelbgrüne Blütenhüllblätter, die im Inneren sind meist purpurrot. In jeder Blüte befinden sich 5 bis 10 kurze Staubblätter mit breiten Staubfäden und bis 15 Staminodien. Es sind 5 bis 15 freie und mittelständige Fruchtblätter mit schlanken Griffeln im becherförmigen Blütenboden vorhanden. An den inneren Tepalen sind Nektarien vorhanden.
Die ledrig-fibröse, feinhaarige, nicht öffnende Sammelfrucht (Scheinfrucht) im Blütenboden mit Staubblattresten ist bei einer Länge von 2 bis 6 Zentimetern sowie einem Durchmesser von 10 bis 25 Millimetern birnförmig bis ellipsoid. Die einzelnen, braunen und im unteren Teil fein behaarten Früchte (Achänen) sind bis 1,5 Zentimeter lang und hart.

## Taxonomie
Die Erstveröffentlichung erfolgte 1762 unter dem Namen (Basionym) Calycanthus praecox durch Carl von Linné in Species Plantarum, 2. Auflage, Band 1, S. 718. Die Neukombination zu Chimonanthus praecox (L.) Link wurde 1822 durch Heinrich Friedrich Link in Enumeratio Plantarum Horti Regii Berolinensis Altera. Berlin, Band 2, S. 66 veröffentlicht. Weitere Synonyme für Chimonanthus praecox (L.) Link sind: Chimonanthus fragrans Lindl., Chimonanthus parviflorus Raf., Chimonanthus yunnanensis W.W.Sm., Butneria praecox (L.) C.K.Schneid., Meratia praecox (L.) Rehder & E.H.Wilson.

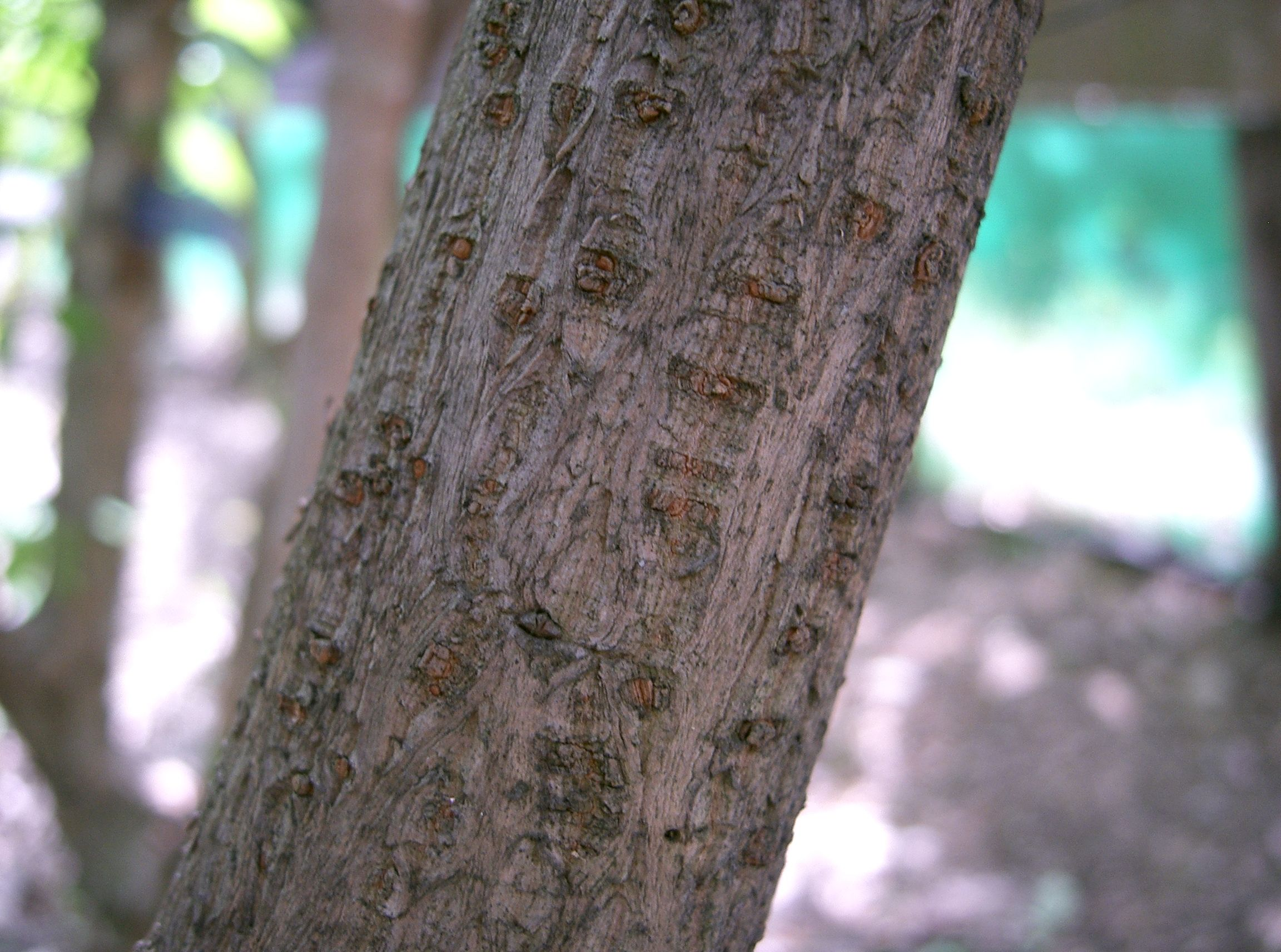
Rinde
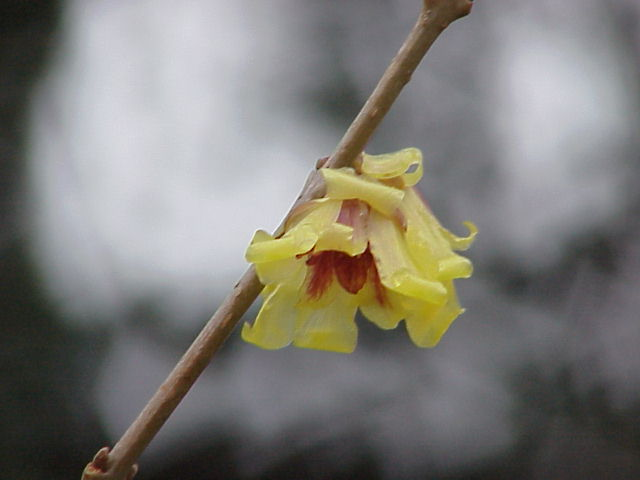
Blüten
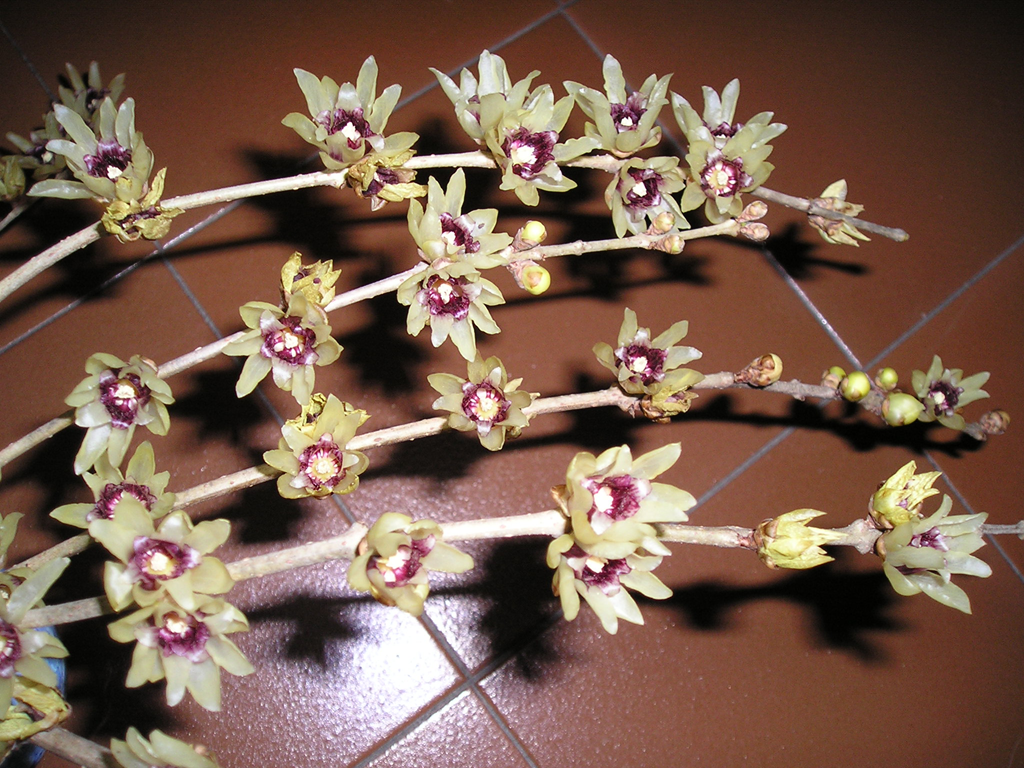
Zweige mit Blüten von unten
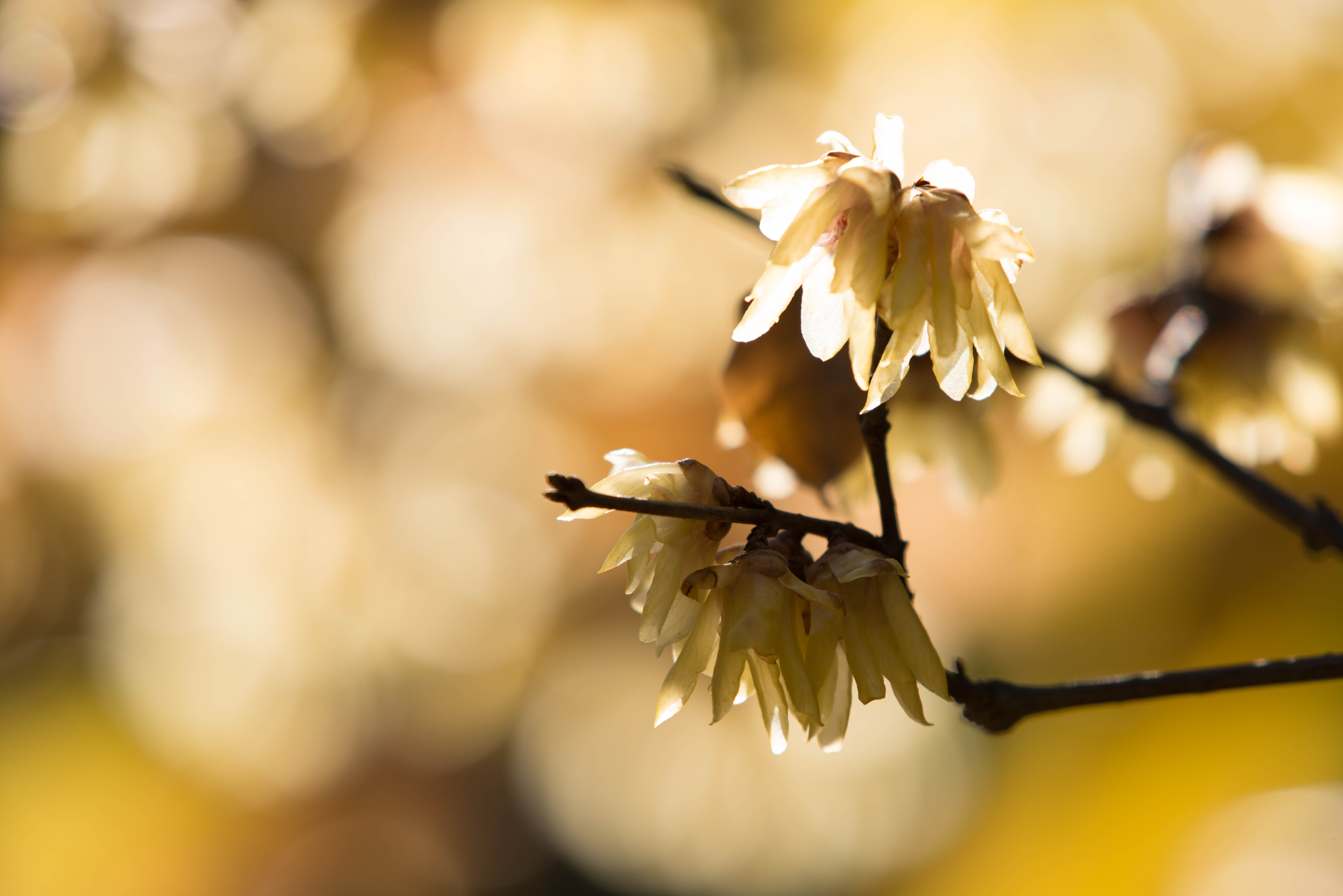
Zweig mit Blüten in ihrer natürlichen Stellung an Kurztrieben
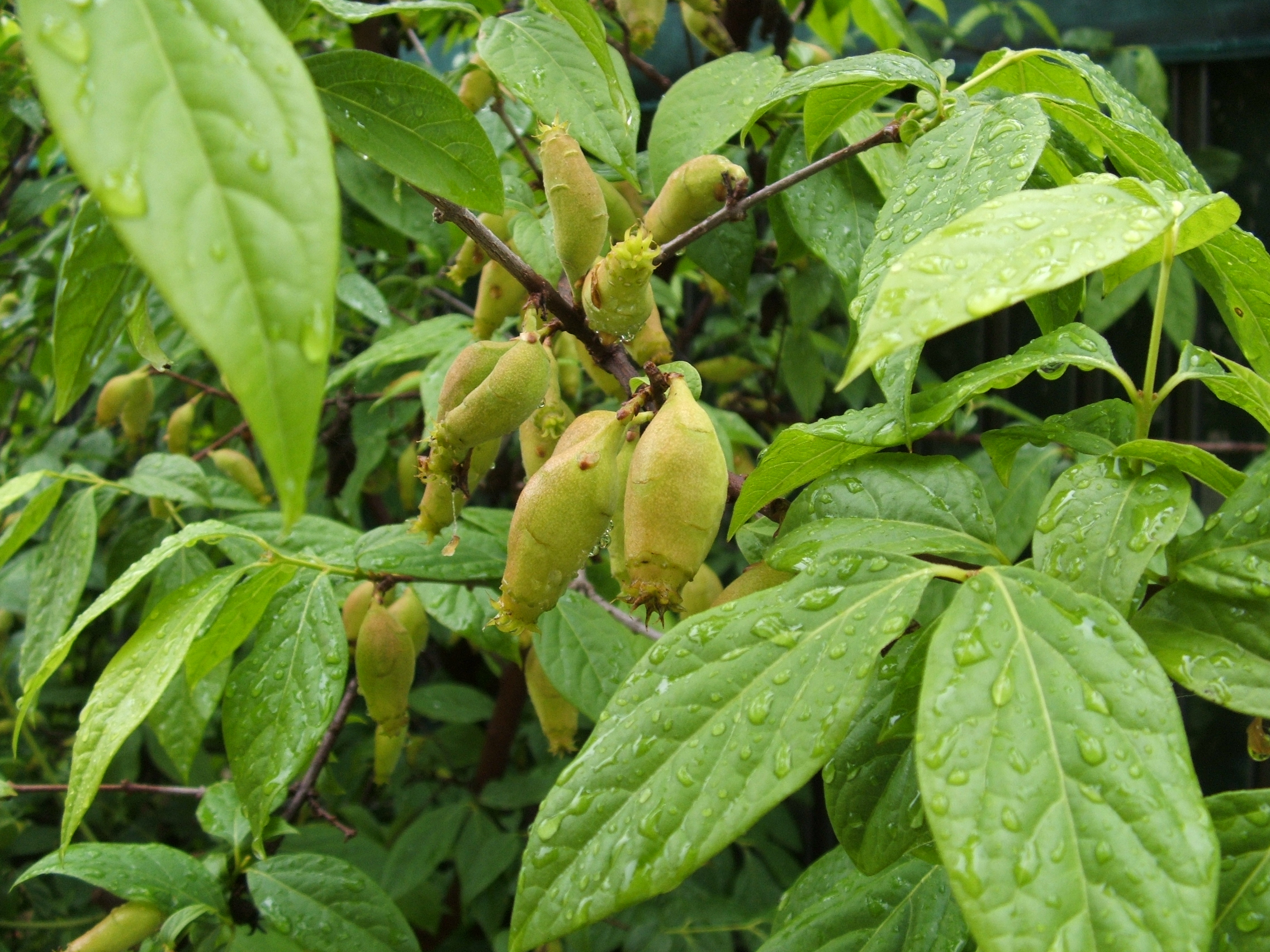
Junge Früchte
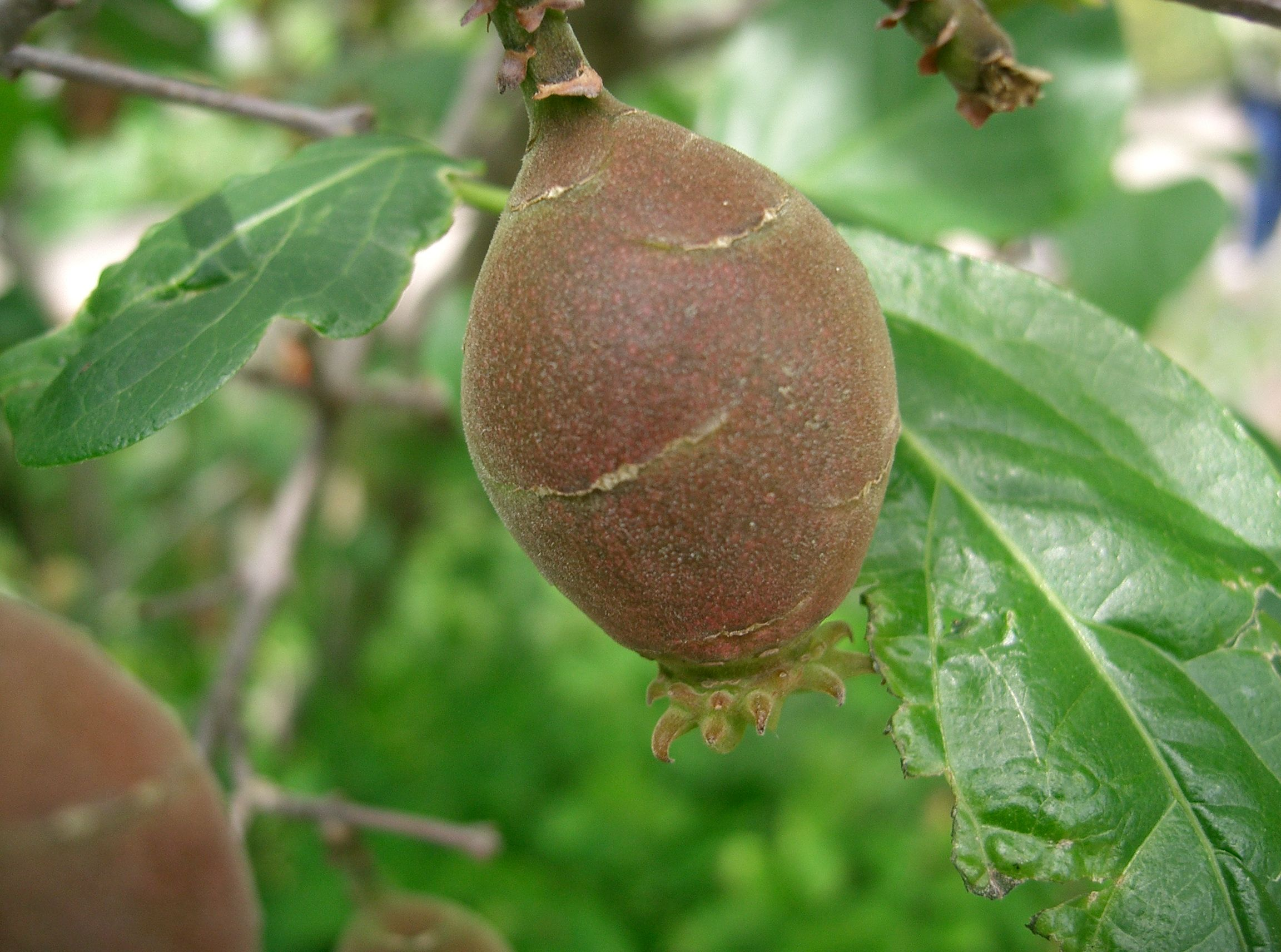
Diaspore bestehend aus Frucht und Blütenteilen

## Nutzung
Die Chinesische Winterblüte wird in Parks und Gärten als Zierpflanze verwendet, da sie im farbarmen Winter blüht. Die Sorten Chimonanthus praecox ‘Grandiflorus’ und Chimonanthus praecox ‘Luteus’ wurden von der Royal Horticultural Society mit dem Award of Garden Merit ausgezeichnet.

## Inhaltsstoffe
Chimonanthus praecox ist nicht mit dem Piment, Pimenta dioica, verwandt, obwohl der englische Name Japanese allspice dies andeutet. Die Samen des Chimonanthus praecox enthalten ein giftiges Alkaloid namens Calycanthin. Ein aus den Blüten hergestelltes Öl wird in der traditionellen chinesischen Medizin verwendet.

Wappen von Meghan, Duchess of Sussex

## Trivialnamen
Trivialnamen in asiatischen Sprachen sind: làméi (蠟梅) auf Chinesisch, rōbai (蝋梅) auf Japanisch und kor. 납매(蠟梅), deutsch: ‚Nab Mae‘ auf Koreanisch.

## Wappen
Chimonanthus praecox ist im Wappen von Meghan, Duchess of Sussex dargestellt. Unter dem Wappen ist ein Postament von Rasen mit kalifornischem Mohn und Chinesischer Winterblüte.